# Масумбанхунда
Масумбанху́нда (англ. Masumbankhunda) — традиційна громада у складі дистрикту Лілонгве Центрального регіону Малаві.
Населення — 86580 осіб (2018).